# Brasão de Boa Vista (Roraima)

Brasão

Este é o Brasão de Boa Vista, capital de Roraima no Brasil.